# 야핏 코토
야펫 코토(Yaphet Kotto, 영어 발음: /ˈjɑːfɛt/, 1939년 11월 15일 ~ 2021년 3월 15일)는 미국의 배우이다.

## 출연 작품

### 영화
- 007 죽느냐 사느냐 (1973)
- 에이리언 (1979)
- 미드나잇 런 (1988)